# Dwi Noverini Djenar
Dwi Noverini Djenar (ur. 1961) – indonezyjska językoznawczyni. Zajmuje się m.in. praktyką językową młodzieży oraz stylistyką indonezyjskiej beletrystyki.

## Życiroys
Ukończyła studia magisterskie na La Trobe University i uzyskała doktorat na Uniwersytecie w Melbourne. Obecnie (2020) piastuje stanowisko profesora nadzwyczajnego na Uniwersytecie w Sydney.
Autorka bądź współautorka książek A Student’s Guide to Indonesian Grammar (Oxford University Press, 2003), Semantic, Pragmatic, and Discourse Perspectives of Preposition Use: A Study of Indonesian Locatives (Pacific Linguistics, 2007), Indonesian Reference Grammar (Allen & Unwin/Routledge, 2010).
Należy do rad redakcyjnych czasopism „NUSA Linguistic Studies in and around Indonesia”, „Linguistik Indonesia” i „International Journal of Indonesian Studies”.

## Wybrana twórczość
- Indonesian Reference Grammar (współautorstwo, 2010)
- Indonesian: A Comprehensive Grammar (współautorstwo, 2010)
- Youth language in Indonesia and Malaysia: From Slang to Literacy Practices (2015)
- Style and Intersubjectivity in Youth Interaction (współautorstwo, 2018)
- Reflections on Writing and Teaching Indonesian Grammar (2019)
- Recognitional Reference and Rapport Building in the Author Interview (2019)